# Androcentrismo
Androcentrismo (em grego clássico: ἀνήρ, "homem, masculino") é a prática, consciente ou não, de colocar um ponto de vista masculino no centro de sua visão de mundo, cultura e história, marginalizando culturalmente a feminilidade. O adjetivo relacionado é androcêntrico, enquanto a prática de colocar o ponto de vista feminino no centro é ginocêntrica.

## Etimologia
O termo androcentrismo foi introduzido como um conceito analítico por Charlotte Perkins Gilman em um debate científico. Perkins Gilman descreveu as práticas androcêntricas na sociedade e os problemas resultantes que elas criaram em sua investigação sobre The Man-Made World; ou Our Androcentric Culture, publicado em 1911. Por causa disso, o androcentrismo pode ser entendido como uma fixação social na masculinidade pela qual todas as coisas se originam. Sob o androcentrismo, a masculinidade é normativa e todas as coisas fora da masculinidade são definidas como outras. De acordo com Perkins Gilman, os padrões masculinos de vida e as mentalidades masculinas reivindicavam universalidade, enquanto os padrões femininos eram considerados como divergentes.

## Educação
Algumas universidades, como a Universidade de Oxford, praticavam conscientemente um numerus clausus e restringiam o número de estudantes do sexo feminino que aceitavam.

## Literatura
A pesquisa do Dr. David Anderson e do Dr. Mykol Hamilton documentou a sub-representação de personagens femininas em uma amostra de duzentos livros que incluíam livros infantis mais vendidos de 2001 e uma amostra de sete anos de livros premiados pela Caldecott. Havia quase o dobro de personagens principais masculinos do que personagens principais femininos, e personagens masculinos apareciam em ilustrações 53% mais do que personagens femininos. A maioria dos enredos centrava-se nos personagens masculinos e suas experiências de vida.

## Artes
Em 1985, um grupo de artistas femininas de Nova Iorque, as Guerrilla Girls, começou a protestar contra a sub-representação das artistas femininas. Segundo eles, os artistas masculinos e o ponto de vista masculino continuaram a dominar o mundo das artes visuais. Em um pôster de 1989 (exibido nos ônibus de Nova Iorque) intitulado "As mulheres precisam estar nuas para entrar no Met. Museum?" eles relataram que menos de 5% dos artistas nas seções de Arte Moderna do Met Museum eram mulheres, mas 85% dos nus eram femininos.
Mais de vinte anos depois, as mulheres ainda estavam sub-representadas no mundo da arte. Em 2007, Jerry Saltz (jornalista do The New York Times) criticou o Museu de Arte Moderna por desvalorizar o trabalho de artistas mulheres. Das quatrocentas obras de arte que contava no Museu de Arte Moderna, apenas quatorze eram de mulheres (3,5%). Saltz também encontrou uma sub-representação significativa de artistas femininas nas outras seis instituições de arte que estudou.